# Nationaal park Kahuzi-Biéga
Het nationaal park Kahuzi-Biéga is een nationaal park en beschermd natuurgebied in de noordoostelijke Congolese laaglandbossen, in de regio Kivu in Congo-Kinshasa. Het park werd in 1970 mee op initiatief van de Belg Adriën Deschryver opgericht in de provincie Zuid-Kivu in het uiterste oosten van Congo, op circa 50 km ten westen van de stad Bukavu. Het park met een oppervlakte van 6.000 km² wordt beheerd door het Congolees Instituut voor Natuurbehoud (ICCN).
Het park ligt in de uitlopers van het Afrikaans tropisch regenwoud en heeft een overeenkomstige fauna en flora. Naast de verderop besproken gorillapopulaties, komt onder meer de oostelijke franjeaap, de rode franjeaap, de kafferbuffel, het reuzenboszwijn en de bosolifant voor naast populaties van chimpansees. Het park dankt zijn naam aan de twee uitgedoofde vulkanen in het gebied, de 2.790 m hoge Biéga en de 3.308 m hoge Kahuzi. Deze laatste berg is eveneens het hoogste punt van de gehele regio Kivu.

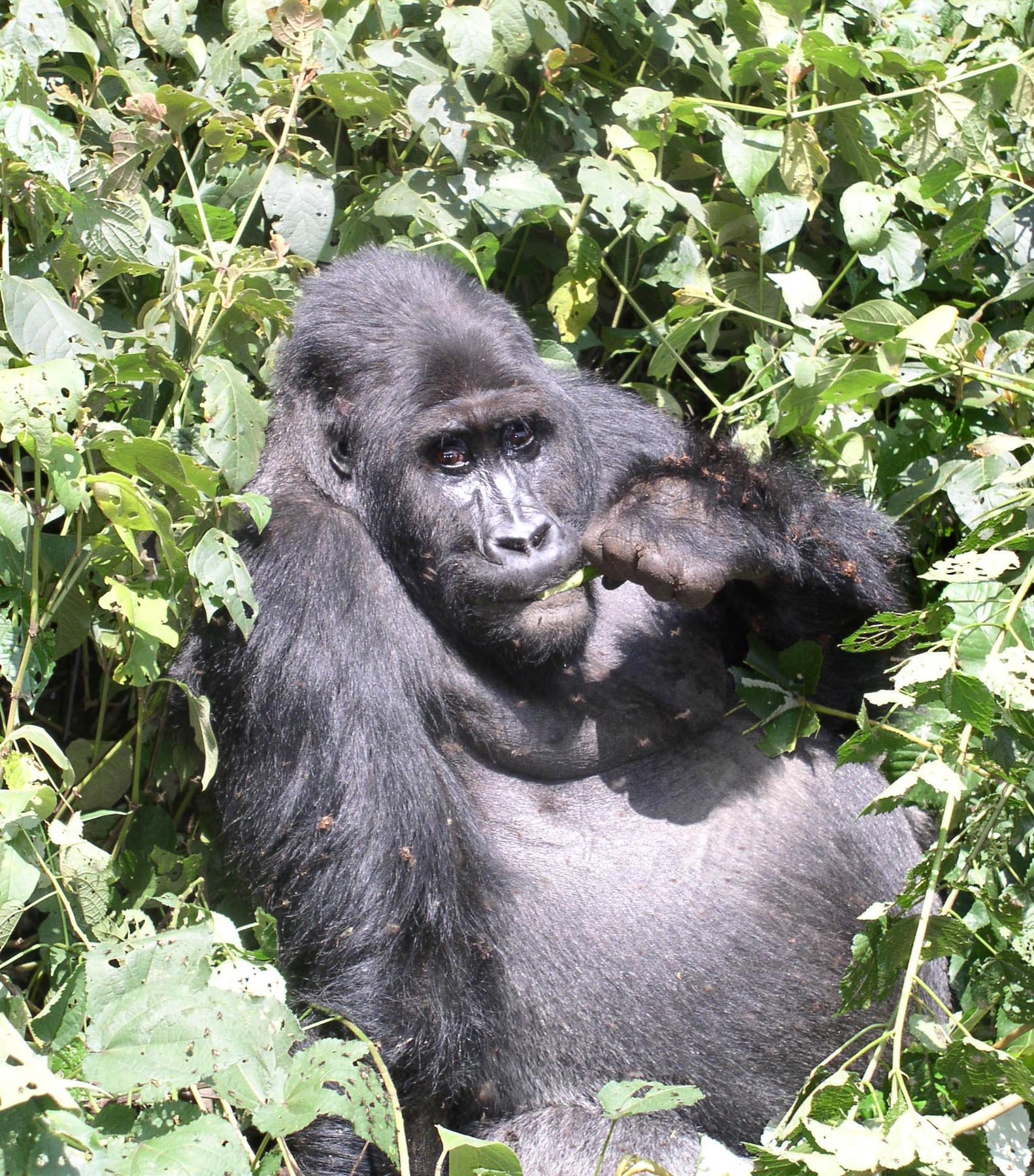
Berggorilla in het nationaal park

In de hogere zones van het natuurpark, tussen 2100 en 2500 m hoogte komt een van de wereldwijd drie laatste bekende groepen van berggorilla's (Gorilla beringei beringei) voor, met een geschat aantal van 250 exemplaren. Dian Fossey, de Amerikaanse ethologe bekend van de op haar leven gebaseerde biografische film Gorillas in the Mist, begon in 1963 haar observatie van gorilla's in dit park voor ze hier in 1967 werd overmeesterd en mishandeld en naar Rwanda vluchtte om daar haar onderzoek verder te zetten.
Het park is eveneens een van de paar resterende habitats van de oostelijke laaglandgorilla (Gorilla beringei graueri). In het begin van de jaren negentig werd het totale aantal exemplaren van de ondersoort van de oostelijke laaglandgorilla's nog op zo'n 600 geschat, waarvan de helft van de populatie in dit park leefde. De Congolese Burgeroorlog, de aanslepende conflicten in de regio, de doortrekkende en verblijvende vluchtelingenstromen, bosbranden, wildstroperij, illegale houtkap, veelal voor de productie van houtskool en illegale jacht zou dit aantal nog met 60% gereduceerd hebben tot slechts ruim 100 resterende gorilla's in het park. In november 2004 gaf een nieuwe telling een terug verhoogd aantal van 168 exemplaren aan.
De controle op het park door de parkwachters wordt eveneens gecompromitteerd doordat Rwandese rebellentroepen de verder afgelegen zones van het park als uitvalsbasis gebruiken, er een illegale mijnbouw en lucratieve handel in coltan en goud hebben opgezet en dit wingebied waarmee hun operaties gefinancierd worden, beschermen.
Het natuurpark werd in 1980 bij de 4e sessie van de Commissie voor het Werelderfgoed door de UNESCO erkend als werelderfgoed en toegevoegd aan de werelderfgoedlijst. De Congolese Burgeroorlog, de slachting van de gorillapopulatie, de bosbranden en houtskoolproductie, de wildstroperij en jacht op levende exemplaren in het park bleef de commissie zorgen baren en in 1997 werd het park toegevoegd aan de lijst van bedreigd werelderfgoed.
- Gemeinsame Normdatei: 4437811-7
- Library of Congress Control Number: sh98001035
- Nationale Bibliotheek van Israël: 987007559080905171
- Virtual International Authority File: 234762738
- WorldCat: E39PBJwHgbc3qT64r889pMmDbd